# Mont-lès-Neufchâteau
Mont-lès-Neufchâteau é uma comuna francesa na região administrativa de Grande Leste, no departamento de Vosges.